# Ветта, Уитни
Уитни Ветта (англ. Whitney Wetta), известная также как Уитни Фокс (англ. Whitney Fox) — американский сценарист. Работала над проектами «Мой шумный дом», «Шиммер и Шайн» и «Турбо-Агент Дадли».

## Биография
Уитни Ветта родилась 27 декабря 1989 года в штате Иллинойс, США.
Начинала свою карьеру в 20 лет. В 2009 году принимала участие в создании ТВ-фильма «The Neighborhood Ball: An Inauguration Celebration» как ассистентка по производству. После этого началась карьера сценариста. Работала сценаристом в различных мультсериалах канала Nickelodeon, таких как «Шиммер и Шайн», «Турбо-Агент Дадли», «Робот и Монстр» и «Мой шумный дом.

### Личная жизнь
Дружит с Сэмми Кроули. Имеет дочь Софи.

## Фильмография
| Годы               | Название                                           | Примечания                      |
| ------------------ | -------------------------------------------------- | ------------------------------- |
| 2009               | The Neighborhood Ball: An Inauguration Celebration | Ассистентка по производству     |
| 2012               | Робот и Монстр                                     | Координатор сценария            |
| 2013-2015          | Турбо-Агент Дадли                                  | Сценарист, координатор сценария |
| 2014               | Волшебные родители                                 | Сценарист, координатор сценария |
| 2015-2016          | Шиммер и Шайн                                      | Сценарист                       |
| 2016 — наст. время | Мой шумный дом                                     | Сценарист, координатор сценария |